# Ernst Odefey
Ernst David Julius Christopher Odefey (* 13. November 1882 in Hamburg; † 1. September 1964 in Hamburg-Blankenese) war ein deutscher Maler und Grafiker.

## Leben

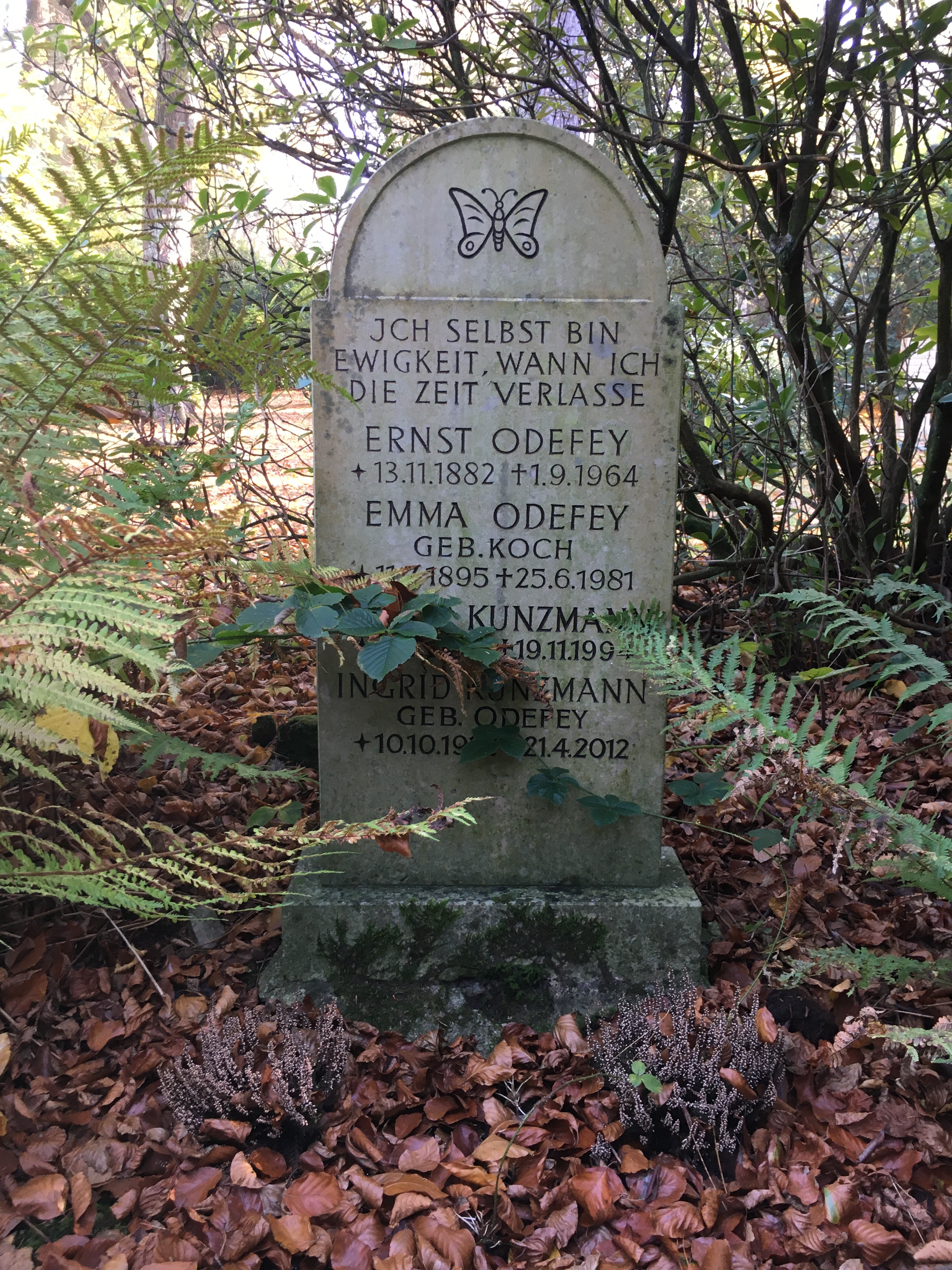
Grabstätte auf dem Friedhof Ohlsdorf

Ernst Odefey absolvierte zunächst von 1898 bis 1901 in Hamburg eine Lehre zum Lithografen und war dann in diesem Beruf bis 1904 bei „L. Handorff, Kiel – Lithographie und Schnellpressen-Steindruckerei“ tätig. 1905 war er an der Landeskunstschule Hamburg als Schüler von Julius Wohlers. Es folgte ab 1906 ein Studium an der Großherzoglich-Sächsischen Kunstschule in Weimar als Schüler von Ludwig von Hofmann, Hans Olde und Theodor Hagen, unterbrochen 1910 von einem Studienstipendium nach Paris. Daneben war er 1911 Meisterschüler bei Hans Olde.
Von 1912 bis 1919 war er Dozent für figürliches Zeichnen und Malen an der Staatlichen Kunstakademie Kassel. Studienreisen führten ihn zu dieser Zeit nach Holland und mehrfach nach Bornholm. 1912 erwarb Alfred Lichtwark für die Kunsthalle Hamburg ein Werk Odefeys, den Maler Hermann Linde darstellend. Von 1929 bis 1936 lebte er als freischaffender Künstler in Hoopte an der Elbe. 1936 erfolgte der Umzug nach Hamburg-Blankenese. Von 1938 bis 1956 war er Lehrer für Aktzeichnen an der Hochschule für bildende Künste Hamburg. Weitere Studienreisen führten ihn erneut nach Bornholm, nach Österreich, Italien, Tirol und in die Dolomiten.
Ernst Odefey war Mitglied im Deutschen Künstlerbund, im Hamburger Künstlerverein von 1832 und seit 1920 in der Hamburgischen Künstlerschaft.
Ernst Odefey wurde auf dem Friedhof Ohlsdorf beigesetzt. Die Grabstätte liegt westlich von Kapelle 1 im Planquadrat T 6.  